# M61 (螺旋星系)
M61（也稱為NGC 4303）位於室女座，是室女座星系團的一個螺旋星系，由Barnabus Oriani在1779年5月5日所發現的，也是室女座星系團中最大的星系之一。

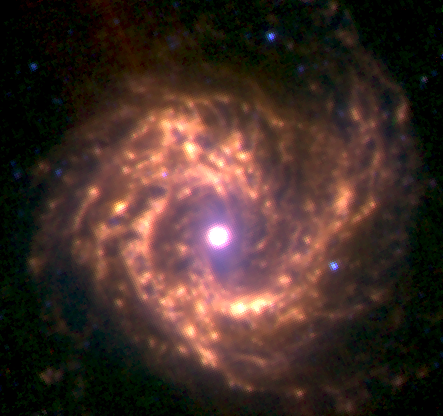
史匹哲太空望遠鏡所攝得的M61紅外線影像

## 外部連結
- www.seds.org/messier/m/m061.html
- （页面存档备份，存于） List of recent supernovae.